# Campeonato Europeo de Halterofilia de 2025
El CIII Campeonato Europeo de Halterofilia se celebró en Chisináu (Moldavia) entre el 13 y el 21 de abril de 2025 bajo la organización de la Federación Europea de Halterofilia (EWF) y la Federación Moldava de Halterofilia.
Las competiciones se realizaron en la Arena Chișinău de la capital moldava. 

## Medallistas

### Masculino
| Evento          | Oro                                             | Plata                                          | Bronce                                                   |
| --------------- | ----------------------------------------------- | ---------------------------------------------- | -------------------------------------------------------- |
| 55 kg (14.04)   | Anguel Rusev Bulgaria 105 + 141 = 246           | Danu Secrieru Moldavia 110 + 135 = 245         | Ramin Shamilishvili Georgia 109 + 134 = 243              |
| 61 kg (14.04)   | Ivan Dimov Bulgaria 135 + 154 = 289             | Goderdzi Berdelidze Georgia 123 + 153 = 276    | Garnik Cholakian Armenia 124 + 151 = 275                 |
| 67 kg (15.04)   | Kaan Kahriman Turquía 146 + 170 = 316           | İsa Rüstəmov Azerbaiyán 138 + 170 = 308        | Ferdi Hardal Turquía 140 + 165 = 305                     |
| 73 kg (16.04)   | Yusuf Genç Turquía 154 + 194 = 348              | Gor Sahakian Armenia 153 + 185 = 338           | Roberto Gutu · Alemania · 155 + 180 = 335                |
| 81 kg (17.04)   | Oscar Reyes Martínez · Italia · 159 + 190 = 349 | Rafik Harutiunian Armenia 158 + 185 = 343      | Kristi Ramadani · Albania · 151 + 186 = 337              |
| 89 kg (18.04)   | Raphael Friedrich · Alemania · 171 + 205 = 376  | Marin Robu Moldavia 173 + 202 = 375            | Lorenzo Tarquini · Italia · 157 + 196 = 353              |
| 96 kg (19.04)   | Karlos Nasar Bulgaria 188 RM + 229 = 417 RM     | Revaz Davitadze Georgia 174 + 205 = 379        | Davit Hovhannisian Armenia 173 + 203 = 376               |
| 102 kg (20.04)  | Yauheni Tsijantsou · AIN · 181 + 218 = 399      | Marcos Ruiz Velasco · España · 180 + 217 = 397 | Tudor Bratu Moldavia 176 + 210 = 386                     |
| 109 kg (20.04)  | Garik Karapetian Armenia 185 + 226 = 411        | Simon Martirosian Armenia 181 + 225 = 406      | Luis Manuel Lauret Rodríguez · Rumania · 180 + 210 = 390 |
| +109 kg (21.04) | Varazdat Lalayan Armenia 210+ 240 = 450         | Mart Seim Estonia 180 + 235 = 415              | Bohdan Hoza · Ucrania · 190 + 216 = 406                  |

1. 1 2 3  Arrancada (kg) + dos tiempos (kg) = total olímpico (kg).

### Femenino
1. 1 2 3  Arrancada (kg) + dos tiempos (kg) = total olímpico (kg).

## Medallero
| Núm. | País        | Oro | Plata | Bronce | Total |
| ---- | ----------- | --- | ----- | ------ | ----- |
| 1    | Turquía     | 3   | 1     | 2      | 6     |
| 2    | Bulgaria    | 3   | 0     | 0      | 3     |
| 3    | Armenia     | 2   | 6     | 2      | 10    |
| 4    | Italia      | 2   | 0     | 1      | 3     |
| 4    | Rumania     | 2   | 0     | 1      | 3     |
| 6    | Reino Unido | 2   | 0     | 0      | 2     |
| 7    | Moldavia    | 1   | 2     | 1      | 4     |
| 8    | Alemania    | 1   | 1     | 1      | 3     |
| 9    | AIN         | 1   | 0     | 1      | 2     |
| 10   | Francia     | 1   | 0     | 0      | 1     |
| 10   | Islandia    | 1   | 0     | 0      | 1     |
| 10   | Noruega     | 1   | 0     | 0      | 1     |
| 13   | España      | 0   | 3     | 0      | 3     |
| 14   | Georgia     | 0   | 2     | 1      | 3     |
| 15   | Bélgica     | 0   | 2     | 0      | 2     |
| 16   | AIN         | 0   | 1     | 0      | 1     |
| 16   | Azerbaiyán  | 0   | 1     | 0      | 1     |
| 16   | Estonia     | 0   | 1     | 0      | 1     |
| 19   | Ucrania     | 0   | 0     | 5      | 5     |
| 20   | Albania     | 0   | 0     | 1      | 1     |
| 20   | Israel      | 0   | 0     | 1      | 1     |
| 20   | Letonia     | 0   | 0     | 1      | 1     |
| 20   | Polonia     | 0   | 0     | 1      | 1     |
| 20   | Serbia      | 0   | 0     | 1      | 1     |
|      | TOTAL       | 20  | 20    | 20     | 60    |